# Trevis Simpson
Trevis JeMar Simpson (Douglas, Georgia, 5 de septiembre de 1991) es un jugador de baloncesto estadounidense que jactualmente se encuentra sin equipo. Con 1,93 metros de estatura, juega en la posición de escolta.

## Trayectoria deportiva

### Universidad
Jugó tres temporadas con los Spartans de la Universidad de Carolina del Norte en Greensboro, en las que promedió 18,7 puntos, 4,2 rebotes y 1,4 asistencias por partido. En su primera temporada fue incluido en el mejor quinteto freshman de la Southern Conference, mientras que en las dos restantes tanto la prensa especializada como los entrenadores lo situaron en el mejor quinteto de la conferencia.
El 27 de marzo de 2013 anunció su decisión de renunciar a su último año de universidad para iniciar una carrera profesional.

### Profesional
Tras no ser elegido en el Draft de la NBA de 2013, en el mes de agosto firmó su primer contrato profesional con el Kolossos Rodou BC de la A1 Ethniki griega. Jugó una temporada, en la que promedió 6,5 puntos y 2,5 rebotes por partido.
En agosto de 2014 fichó por el también equipo griego del Rethymno BC, donde jugó una temporada en la que sus estadísticas mejoraron hasta los 10,2 puntos y 3,7 rebotes por encuentro.
En septiembre de 2015 cambió de liga para firmar con el Joensuun Kataja de la Korisliiga finesa. Allí disputó la mejor temporada hasta ese momento, jugando además la EuroCup, llegando a los 18,3 puntos y 4,1 rebotes por partido en ambas competiciones.
En julio de 2016 volvió a cambiar de país para fichar por el Hyères-Toulon Var Basket de la Pro A francesa.
En julio de 2020, firma con el Royal Hali Gaziantep Büyükşehir Belediye de la Türkiye Basketbol Ligi.
El 15 de julio de 2021, firma por el Brose Bamberg de la Basketball Bundesliga.
El 30 de diciembre de 2021, firma por el Promitheas Patras B.C. de la A1 Ethniki.